# Pollia sumatrana
Pollia sumatrana är en himmelsblomsväxtart som beskrevs av Justus Carl Hasskarl. Pollia sumatrana ingår i släktet Pollia och familjen himmelsblomsväxter. Inga underarter finns listade.